# Made to Break: F4 Fake
F4 Fake ist ein Jazzalbum der von Ken Vandermark geleiteten Formation Made to Break. Die am 29. November 2017 in den Primitive Studios in Wien nach Abschluss einer kurzen Europatournee entstandenen Aufnahmen erschienen im Oktober 2019 auf dem österreichischen Label Trost Records.

## Hintergrund
Das Jazzquartett Made to Break wird seit 2011 von dem Holzbläser Ken Vandermark geleitet. Mitglieder sind Christof Kurzmann (Elektronik), Jasper Stadhouders (E-Bass) und Tim Daisy (Schlagzeug). Das Debütalbum der Band – Lacerba – erschien 2013 auf Clean Feed Records. Die Besetzung der Band ist seit 2015, wo Stadhouders für Devin Hoff einwechselte, stabil geblieben. Diese Formation gilt Mark Corroto zufolge neben Vandermarks Ensemble „Marker“ sowie seinem Quintett „Vandermark 5“, das von 1996 bis 2010 bestand, als „Haupttreiber für den bahnbrechenden Komponisten“.
Wie praktisch alle Kompositionen von Vandermark sind die Stücke des Albums Künstlern gewidmet. Aaton ist Orson Welles, dem Regisseur des Films F for Fake von 1973 gewidmet. Das Stück beginne mit einem „funkigen Groove“, der bald auseinanderbreche und „in ein Meer aus elektronischen Geräuschen“ von Kurzmann stürze. Vandermark wechselt vom Tenorsaxophon zur Klarinette und Stadhouders vom Vibraphon zur Gitarre, die er (so Mike Shanley) „mit wilder Hingabe“ bearbeite. Dann steuert das Stück scheinbar auf einen brüllenden Höhepunkt mit kratzigerem Tenor und einer finsteren Basslinie zu, der sich jedoch nur ein Ablenkungsmanöver ist. Die letzten drei Minuten enden in Kurzmanns Klang-Imitation einer ruhigen Stimmung.
Der zweite Titel, Meccano Number 7, ist dem argentinischen Schriftsteller Julio Cortázar gewidmet, Agora der brasilianischen Sängerin Zelia Barbosa. Agora ist der radikalste Track des Albums, notierte Shanley, was zum großen Teil am Spiel Jasper Stadhouders liege; seine Gitarrenarbeit erstrecke sich vom amateurhaften Geklimper bis zur fortgeschrittenen erweiterten Technik, was durch seine Effektpedale unterstrichen werde. Der drängende, tobende Charakter des Stücks fange am besten die Wut und Bestürzung über die katastrophale Politik des derzeitigen brasilianischen Präsidenten Jair Bolsonaro ein, der sich wie sein amerikanischer Kollege und Vorbild auf vorgetäuschte Nachrichten stütze, um seine idiotischen Handlungen zu rechtfertigen, schrieb Eyal Hareuveni.

## Titelliste
- Made to Break: F4 Fake (Trost Records TR189)[4]
  1. Aäton (For Orson Welles) – 20:21
  2. Meccano Number 7 (For Julio Cortàzar) – 13:49
  3. Agora (For Zelia Barbosa) – 19:29

## Rezeption
Nach Ansicht von Mark Corroto, der das Album in All About Jazz rezensierte, besitze Made to Break eine Frische, die der elektrisch verstärkten Musik von Miles Davis aus den 1970er Jahren ähnele. Wie Davis arbeite Vandermark auch außerhalb der Bahnen des Jazz, unter Einbezug des Funk, Elektronik, äthiopischer Ästhetik und zeitgenössischer klassischer Musik. Und wie Miles sei er ein Künstler seiner Zeit, der sich von Malern, Schriftstellern, Filmregisseuren und dem DIY-Rock inspirieren lasse, den er hört.
Mike Shanley schrieb in JazzTimes, obwohl F4 Fake nur aus drei Tracks bestehe, scheine das Album mindestens doppelt so viele Kompositionen zu enthalten, da das Quartett Made to Break oft die Stimmung ändere, meist ohne oder mit nur geringem Übergang. „Funkige Vamps verschwinden so schnell wie sie beginnen. Das Chaos verschiebt sich plötzlich in komponierte Passagen. Trug-Schlüsse dienen als Tor zu friedlichen Codas.“
Made to Break kombiniere feurigen Free Jazz mit rohen Geräuschen und abstrakter Elektronik, schrieb Eyal Hareuveni im Free Jazz Blog. „Alles zusammen ergibt ein besitzergreifendes Zusammenspiel, das auf seine Weise sinnlich und extrem ist, aber Made to Break von seiner besten Seite hervorhebt.“ Made to Break sei das fruchtbarste und aktivste Ensemble von Ken Vandermark im letzten Jahrzehnt.